# Erecella basilewskyi
Erecella basilewskyi is een hooiwagen uit de familie Assamiidae.